# 116 Pułk Piechoty (Cesarstwo Niemieckie)
116 Pułk Piechoty im. Cesarza Wilhelma (2 Wielkiego Księstwa Heskiego) – (niem. Infanterie-Regiment Kaiser Wilhelm (2. Großherzoglich Hessisches) Nr. 116) pułk piechoty niemieckiej okresu Cesarstwa Niemieckiego.

## Charakterystyka
Został sformowany 17 czerwca 1813 i stacjonował w Gießen .  Wiosną 1914 był w strukturze 25 Dywizji Piechoty. Barwą pułku był biały.
W wyniku mobilizacji, w sierpniu 1914 pułk osiągnął gotowość bojową i w składzie 49 Brygady Piechoty został wysłany na front zachodni.
Na stopie wojennej pułk liczył początkowo 3287 żołnierzy i dysponował 53-osobowym sztabem. Jego trzon stanowiły trzy bataliony piechoty liczące etatowo po 1079 żołnierzy. Te dzieliły się na cztery trzyplutonowe kompanie. Ponadto pułk posiadał organiczną kompanię karabinów maszynowych. W kolejnych latach w armii cesarskiej następowała restrukturyzacje wojsk. Wprowadzono nowy model „dywizji wz. 1915”. Zgodnie z jej etatem, pozostawiono w pułku 97-osobową kompanię karabinów maszynowych z 15 kaemami, ale liczebność batalionu piechoty zmniejszono do 650 żołnierzy. Słabszym liczebnie batalionom dodano jednak kompanię karabinów maszynowych, a w 1917 pluton granatników i pluton moździerzy.

## Schemat organizacyjny
- XVIII Korpus Armii Niemieckiej, Frankfurt nad Menem
  - 25 Heska Dywizja Piechoty – (25. Großherzoglich Hessische Division), Darmstadt
    - 49 Brygada Piechoty (49. Infanterie-Brigade), Darmstadt
      - 116 pułk piechoty im. Cesarza Wilhelma (2 Wielkiego Księstwa Heskiego; Infanterie-Regiment Kaiser Wilhelm (2. Großherzoglich Hessisches) Nr. 116) w Gießen